# Hibana cambridgei
Hibana cambridgei là một loài nhện trong họ Anyphaenidae.
Loài này thuộc chi Hibana. Hibana cambridgei được Elizabeth Bangs Bryant miêu tả năm 1931.